# Sivaladàpids
Els sivaladàpids (Sivaladapidae) són una família de l'infraordre dels adapiformes. Semblen ser un grup divers que va superar el refredament de l'hemisferi nord, traslladant-se cap als sud en direcció a l'equador asiàtic. Rencunius bé podria ser el tàxon arrel d'aquest grup, mentre que Periconodon podria ser el grup extern més proper. El sivaladàpids estan units per tres característiques dentals: un hipoconúlid dels molars inferiors fort, hipoconúlids bessons del entocònids dels molars inferiors, i un cíngol lingual fort i continu als molars superiors. El sivaladàpids tenen una mida corporal gran, mandíbules robustes i foses, i unes dents molt crestades adaptades pel folivorisme.
Els membres d'aquesta família foren els últims supervivents de l'infraordre dels adapiformes.

## Gèneres
- Guangxilemur
- Hoanghonius
- Indraloris
- Kyitchaungia
- Paukkaungia
- Rencunius
- Siamoadapis
- Sinoadapis
- Sivaladapis
- Wailekia